# Витанидис, Георге
Гео́рге Витани́дис (рум. Gheorghe Vitanidis; 1 октября 1929, Мангалия, Румыния — 25 ноября 1994, Афины, Греция) — румынский кинорежиссёр и сценарист греческого происхождения.

## Биография
В 1953 году окончил Институт им. Караджале. Снимал как тонкие психологические ленты, так и остросоциальные картины. Писал сценарии к своим фильмам.

## Избранная фильмография

### Режиссёр
- 1958 — Сорняки Баррагана / Ciulinii Baraganului (с Луи Дакеном)
- 1961 — Наши ребята / Baietii nostri (с Анастасией Ангел)
- 1961 — До востребования / Post restant
- 1965 — Gaudeamus igitur / Gaudeamus igitur
- 1969 — Вредный юноша / Răutăciosul adolescent (в советском прокате «Всего один месяц»)
- 1970 — Сотворение мира / Facerea lumii
- 1972 — Чиприан Порумбеску / Ciprian Porumbescu
- 1973 — Кантемир (Дмитрий Кантемир) / Cantemir
- 1975 — Румынский мушкетёр / Muschetarul român
- 1975 — Дом в полночь / Casa de la miezul noptii
- 1978 — Мгновение / Clipa (по Дину Сэрару)
- 1980 — Буребиста / Burebista

## Награды
- 1958 — номинация на приз Золотая пальмовая ветвь 11-го Каннского кинофестиваля («Сорняки Баррагана»)
- 1969 — номинация на Золотой приз VI Московского международного кинофестиваля («Вредный юноша»)
- 1971 — Орден «За заслуги перед культурой»[рум.] 3 класса (20 апреля 1971 года)[1]
- 1979 — номинация на Золотой приз XI Московского международного кинофестиваля («Мгновение»)